# Personaggi di Star Trek: Strange New Worlds
Questa è una lista dei personaggi della serie televisiva Star Trek: Strange New Worlds, apparsi anche in opere derivate dalla stessa, quali fumetti, romanzi e videogiochi.
La serie vede il ritorno di numerosi personaggi già comparsi nella serie classica, tra cui il capitano Christopher Pike, il Primo ufficiale Una Chin-Riley, l'ufficiale scientifico Spock, Nyota Uhura, l'infermiera Christine Chapel, il tenente tecnico Montgomery Scott, George Samuel Kirk, James T. Kirk, Khan Noonien Singh, T'Pring, Robert April (quest'ultimo apparso nella serie animata) e Roger Korby. Al loro fianco compaiono nuovi protagonisti, quali La'an Noonien-Singh, Joseph M'Benga, Erica Ortegas, Hemmer e Pelia.

## Personaggi principali
I personaggi principali della serie sono per la maggior parte già apparsi nelle serie precedenti di Star Trek, come Christopher Pike e Una Chin-Riley, protagonisti del primo pilota Lo zoo di Talos (The Cage), e Spock, Nyota Uhura e Christine Chapel, protagonisti della serie classica, della serie animata, dei sei film con protagonista l'equipaggio della serie classica, oltre che di webserie fanfiction, romanzi, fumetti e videogiochi. Pike, Una e Spock erano già stati protagonisti, inoltre, della seconda stagione della serie televisiva Discovery e dei primi tre episodi della seconda stagione della serie antologica Short Treks.
- Christopher Pike (stagioni 1-3), interpretato da Anson Mount, doppiato in italiano da Marco Vivio.[1][2]
Pike è il capitano della USS Enterprise.[3]
- Una Chin-Riley, soprannominata Numero Uno (stagioni 1-3), interpretata da Rebecca Romijn, doppiata in italiano da Francesca Fiorentini.[1][2]
Primo Ufficiale della USS Enterprise e seconda in comando dopo il capitano Pike.[3]
- Spock (stagioni 1-3) da Ethan Peck, doppiato in italiano da David Chevalier.[1][2]
Vulcaniano, ufficiale scientifico a bordo della USS Enterprise.[3]
- La'an Noonien-Singh (stagioni 1-3), interpretata da Christina Chong, doppiata in italiano da Sara Ferranti.[2]
Ufficiale di plancia che presta servizio a bordo dell'Enterprise in qualità di ufficiale tattico e capo della sicurezza.[1] La'an è l'unica superstite dalla propria famiglia, catturata dai Gorn durante la sua infanzia, mentre questa viaggiava a bordo dell'astronave colonia SS Puget Sound, e sterminata, poiché depositata su uno dei loro pianeti vivaio, dov'è stata utilizzata come cibo e o contenitori in cui sviluppare i piccoli.[4] La'an è una lontana discendente di Khan Noonien Singh, arcinemico di James T. Kirk, che lo affronta nell'episodio della serie classica Spazio profondo e nel film Star Trek II - L'ira di Khan.[5][6]
- Joseph M'Benga (stagioni 1-3), interpretato da Babs Olusanmokun, doppiato in italiano da Gianluca Cortesi.[2]
Medico di bordo dell'Enterprise.[1] Il personaggio era già apparso nell'episodio Guerra privata (A Private Little War), della seconda stagione della serie classica, dove veniva interpretato da Booker Bradshaw e in cui sostituiva temporaneamente il dottor Leonard McCoy come capo dell'infermeria.[7]
- Nyota Uhura (stagioni 1-3), interpretata da Celia Rose Gooding, doppiata in italiano da Chiara Oliviero.[2]
Cadetta a bordo dell'Enterprise.[1] Nella seconda stagione viene integrata nella Flotta col grado di guardiamarina.
- Christine Chapel (stagioni 1-3), interpretata da Jess Bush, doppiata in italiano da Ughetta d'Onorascenzo.[2]
Infermiera a bordo dell'Enterprise,[1] Christine Chapel è al suo primo incarico a bordo di una nave stellare della Federazione e per questo si dimostra entusiasta e piena di voglia di vivere, al contrario di come il personaggio viene raffigurato nella serie classica, in cui si strugge tutto il tempo per il suo amore non corrisposto per Spock.[8][9]
- Erica Ortegas (stagioni 1-3), interpretata da Melissa Navia, doppiata in italiano da Eva Padoan.[1][2]
Ufficiale di plancia con il ruolo di timoniere.
- Hemmer (stagione 1), interpretato da Bruce Horak, doppiato in italiano da Francesco De Francesco.[1][2]
Aenar, cioè un albino Andoriano cieco, è l'ingegnere capo dell'Enterprise.[1]
- Kyle (stagione 1), interpretato da André Dae Kim.
Il capo Kyle (in inglese Chief Kyle[10]) è l'addetto al teletrasporto dell'astronave Enterprise. Il personaggio era già presente nella serie classica con il nome di John Kyle,[10] dove però era di etnia europoide, mentre in Strange New Worlds viene presentato come asiatico orientale. Nella stagione 2 viene sostituito dal capo Jay, interpretato da Noah Lamanna.
- Pelia (stagione 2-3), interpretata da Carol Kane,[11] doppiata in italiano da Stefanella Marrama.[2]
 Tenente comandante, Lanthanitiana, è il nuovo ingegnere capo dell'Enterprise. Afferma di avere cinquemila anni.[12]
- Montgomery Scott (stagioni 1-3), interpretato Matthew Wolf (solo voce) e da Martin Quinn, doppiato in italiano da Alex Polidori.
Tenente junior della sezione Operazioni, sale a bordo dell'Enterprise durante l'attacco dei Gorn, per divenire successivamente parte dell'equipaggio dell'astronave.

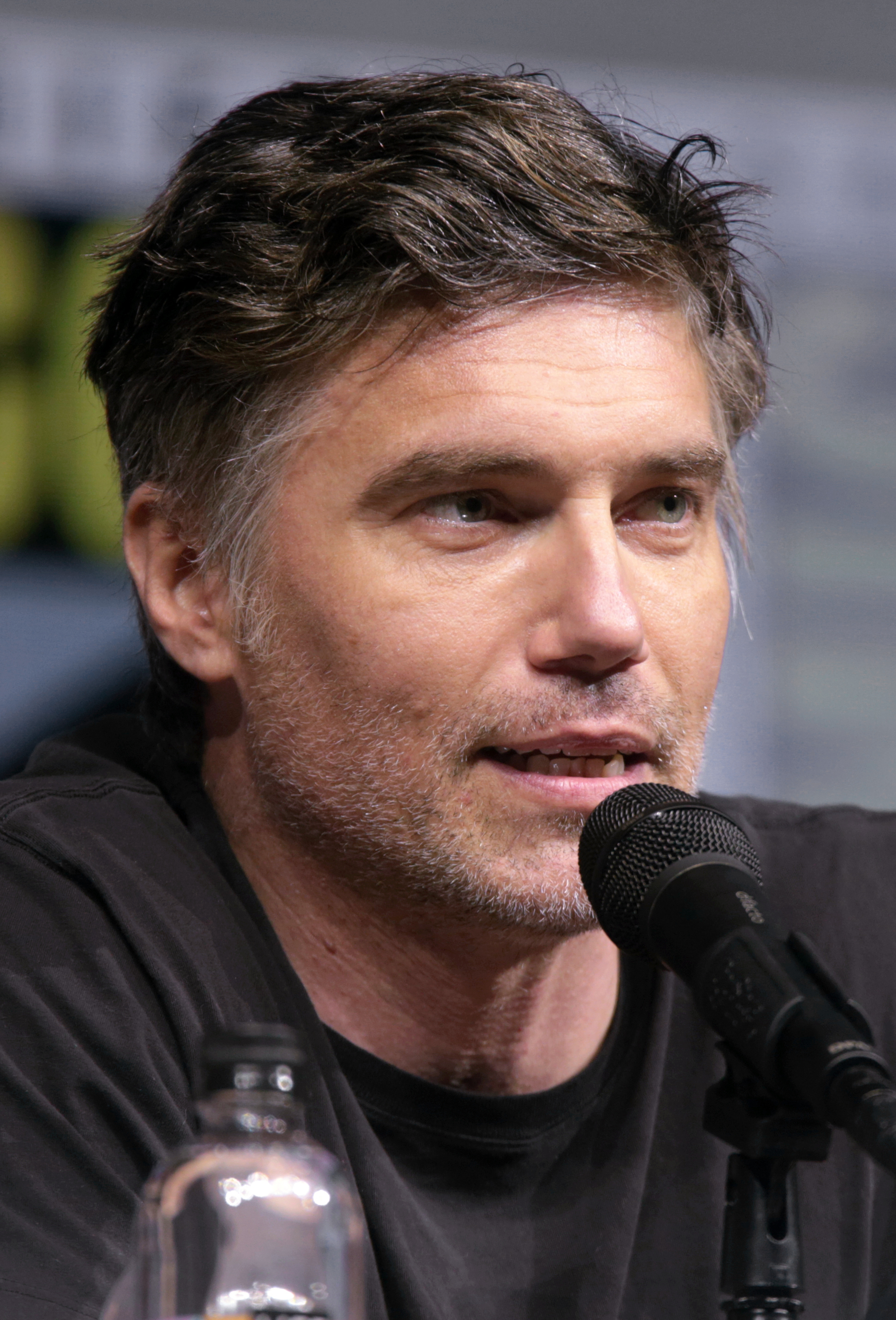
Anson Mount, interprete di Christopher Pike
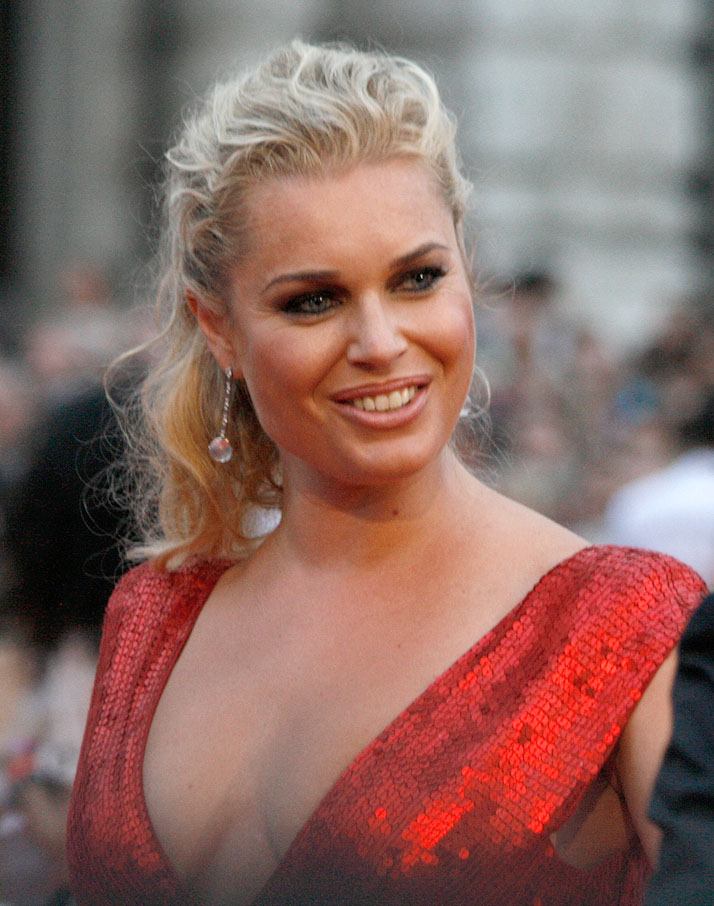
Rebecca Romijn, interprete di Una Chin-Riley
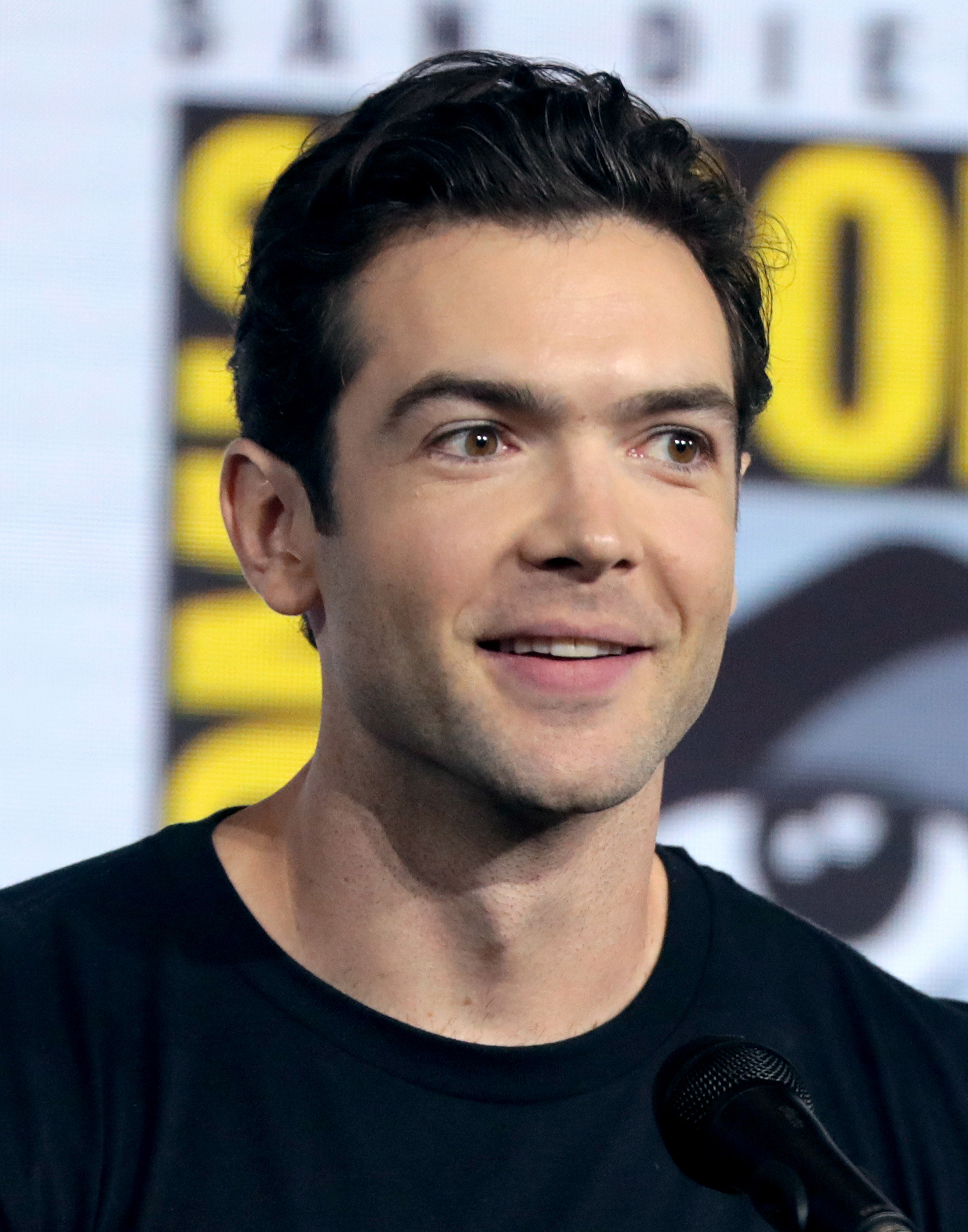
Ethan Peck, interprete di Spock
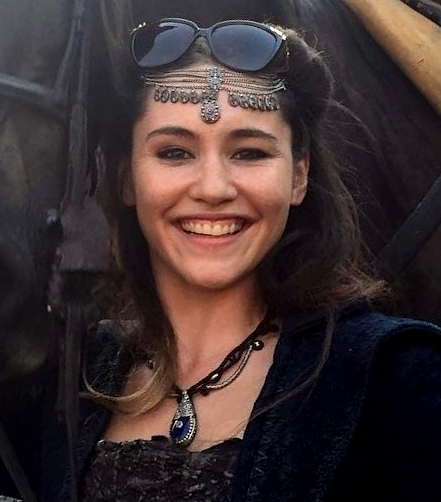
Christina Chong, interprete di La'an Noonien-Singh
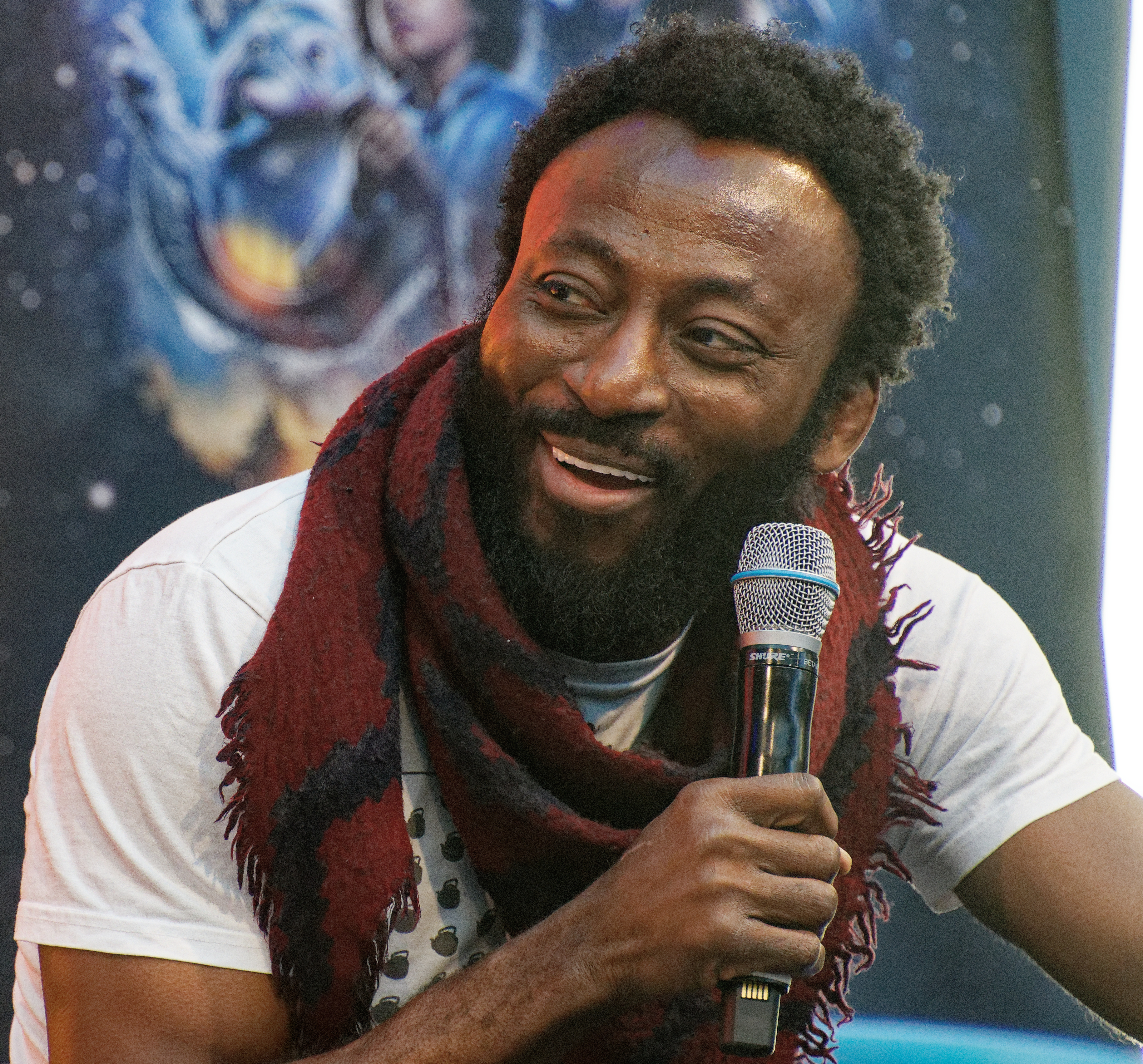
Babs Olusanmokun, interprete di M'Benga
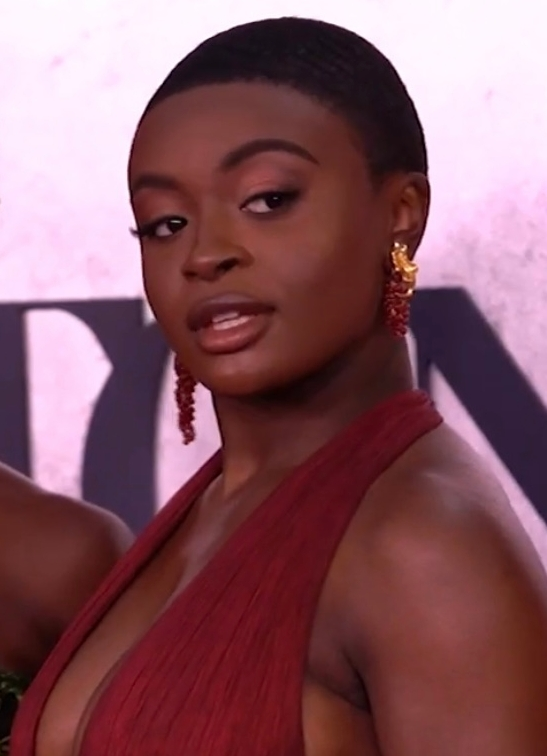
Celia Rose Gooding, interprete di Nyota Uhura
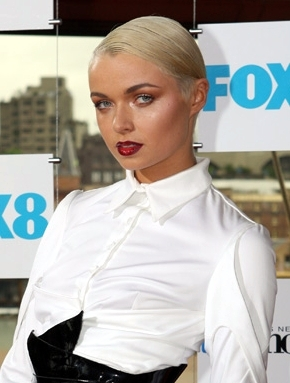
Jess Bush, interprete di Christine Chapel
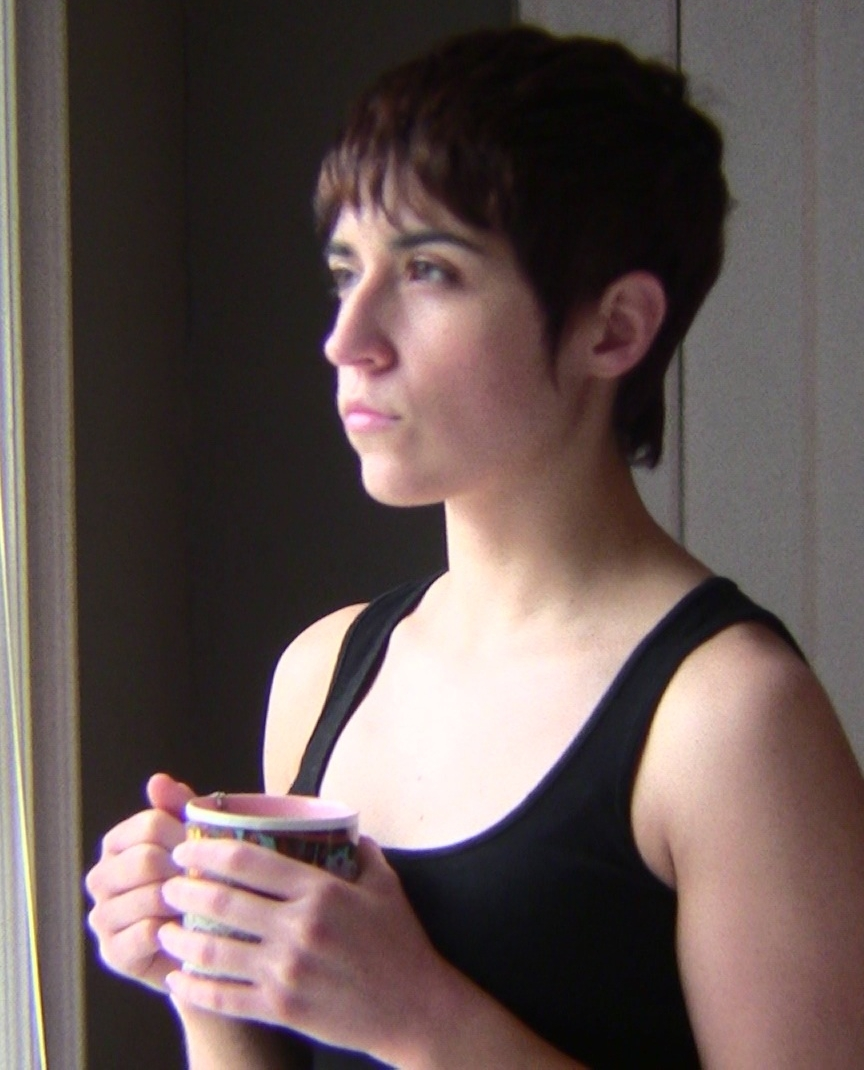
Melissa Navia, interprete di Erica Ortegas
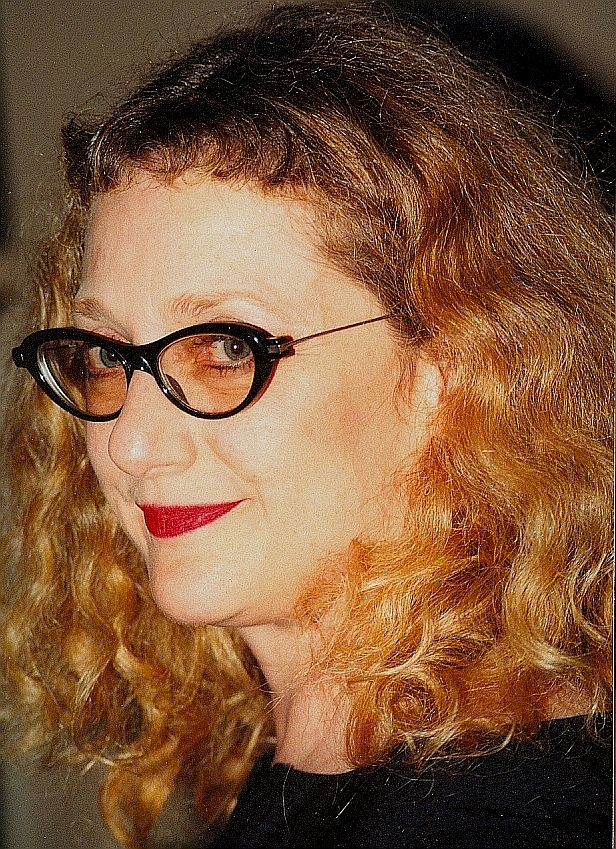
Carol Kane, interprete di Pelia

## Personaggi secondari
Tra i personaggi secondari apparsi nella serie, vi sono personaggi già noti nel franchise di Star Trek, quali ad esempio il capitano James T. Kirk, che sostituirà in futuro Christopher Pike alla guida dell'Enterprise; Khan Noonien Singh, sua nemesi nel film Star Trek II - L'ira di Khan; Robert April, primo capitano dell'Enterprise, divenuto ammiraglio; George Samuel Kirk, fratello del capitano Kirk; T'Pring, fidanzata ufficiale vulcaniana di Spock. Oltre a questi vi sono molti nuovi personaggi, per lo più appartenenti a specie già note all'interno dell'universo di Star Trek.
- Buck Martínez (stagione 2), interpretato da Clint Howard, doppiato in italiano da Raffaele Palmieri.[2]
Comandante della Flotta Stellare durante la guerra tra Federazione e Impero Klingon. L'attore Clint Howard, fratello del più celebre Ron, è un "veterano" di Star Trek. La sua prima apparizione nel franchise risale infatti alla serie classica, quando interpretò l'alieno Balok nell'episodio L'espediente della carbonite (The Corbomite Maneuver) del 1966, quando aveva appena 7 anni.
- Capitano dei Pastori (stagione 1), interpretato da Thom Marriott, doppiato in italiano da Antonio Palumbo.[2]
- Christina (stagione 1), interpretata da Jennifer Hui.
La guardiamarina Christina è un ufficiale di plancia dell'Enterprise con il compito di addetta alle comunicazioni.
- Dak'Rah (stagione 2), interpretato da Robert Wisdom, doppiato in italiano da Edoardo Siravo.[2]
Ambasciatore klingon, ex generale che ha combattuto nella guerra tra Federazione e Impero Klingon, dimostrandosi uno spietato carnefice nei confronti dei propri nemici.
- Leader degli Eldreth (stagione 1), interpretata da Samantha Smith, doppiata in italiano da Monica Migliori.[2]
- George Samuel Kirk, detto Sam (stagioni 1-3), interpretato da Dan Jeannotte, doppiato in italiano da Giuseppe Ippoliti.[2]
Ufficiale scientifico sotto il comando di Christopher Pike e di Spock a bordo dell'Enterprise, amico del Capitano Pike e fratello del futuro capitano della nave, James T. Kirk.[10] Il personaggio era già apparso nella serie classica, nell'episodio Pianeta Deneva, solamente come cadavere, interpretato dallo stesso William Shatner con i baffi.[10]
- Harr Caras (stagione 2), interpretato da Greg Bryk, doppiato in italiano da Simone D'Andrea.[2]
Scienziato orioniano, capitano del vascello scientifico D'Var.
- James T. Kirk (stagioni 1-2), interpretato da Paul Wesley, doppiato in italiano da Stefano Crescentini.[2][13]
 È un tenente che presta servizio nella USS Farragut (NCC-1647). In una differente linea temporale, in data stellare 1709.2 (2266), durante l'attacco da parte dei Romulani di diversi avamposti della Federazione ai confini con la zona neutrale che divide la Federazione dall'Impero Romulano, il capitano Kirk è al comando della Farragut, mentre Pike continua a comandare l'Enterprise.[14] Una sua versione di una linea temporale differente compare nella seconda stagione.[15]
- Jenna Mitchell (stagioni 1-3), interpretata da Rong Fu,[16] doppiata da Maria Giulia Ciucci.
È un ufficiale di plancia dell'Enterprise, con il grado di tenente e il ruolo di addetta alle operazioni.
- Khan Noonien Singh (stagione 2), interpretato da Desmond Sivan.
È un bambino potenziato, nella Terra del XXI secolo, antenato di La'an e destinato a diventare un despota nelle guerre eugenetiche.
- Luq (stagione 2), interpretato da Reed Birney, doppiato in italiano da Antonio Palumbo.[2]
 Kalariano, indigeno del pianeta Rigel VII, aiuta Pike e gli altri contro il "sovrano" Zaq Nguyen.
- Marie Batel (stagioni 1-3), interpretata da Melanie Scrofano, doppiata in italiano da Antilena Nicolizas.[2]
Batel è un capitano della Flotta Stellare del XXIII secolo. Nel 2259 ha una relazione con Christopher Pike e deve partire in missione con la sua astronave il giorno dopo che Pike viene richiamato in servizio dall'Ammiraglio April.[4]
- Robert April (stagioni 1-3), interpretato da Adrian Holmes, doppiato in italiano da Carlo Petruccetti.[2]
Viceammiraglio della Flotta Stellare e precedente capitano dell'Enterprise prima di Pike.
- Roger Korby (stagione 3), interpretato da Cillian O'Sullivan.
È un rinomato scienziato del XXIII secolo, professore e insegnante dell'infermiera Christine Chapel, con la quale ha una relazione romantica. Il personaggio, interpretato da Michael Strong, era già apparso nell'episodio della serie classica Gli androidi del dottor Korby.
- Rukiya M'Benga (stagione 1), interpretata da Sage Arrindell (bambina) e da Makambe Simamba (adulta), doppiata in italiano da Matilde Ferraro (bambina).[2]
È la figlia del dottor Joseph M'Benga. Soffre di una grave malattia degenerativa, la cygnokemia, così il dottor M'Benga ha deciso di mantenerla in sospensione del teletrasporto dell'infermeria dell'Enterprise finché non sarà in grado di trovare una cura.[17] Quando l'astronave si imbatte in una creatura di pura "coscienza" che trasforma l'atronave nella favola The Elysian Kingdom che M'Benga legge sempre alla figlia e guarisce Rukiya.[18] Tuttavia Rukiya potra rimanere sana solamente fintanto che si troverà a contatto con la "coscienza".[18] Per salavare l'equipaggio della nave il dottor M'Benga decide così di permettere alla figlia di unirsi con la "coscienza" e abbandonare l'Enterprise.[18]
- Sera (stagione 2), interpretata da Adelaide Kane.
È un'agente temporale romulana, camuffata da Umana e giunta nella Terra del XX secolo per alterarne la linea temporale, riuscendo a posticipare di circa trent'anni le Guerre eugenetiche.
- T'Pring (stagioni 1-2), interpretata da Gia Sandhu, doppiata in italiano da Francesca Manicone.[2][19] 
Vulcaniana e fidanzata di Spock, con cui è legata fin dall'infanzia. T'Pring si dimostra amorevole e paziende con Spock, poiché egli si trova a dover affrontare il dualismo della propria natura umano-vulcaniana e a doversi dividere tra lei e i propri doveri nei confronti della Flotta Stellare.[19] Tuttavia vive anche con una certa frustrazione l'impegno che Spock dimostra nei confronti Federazione e dei suoi doveri a bordo dell'Enterprise.[20] Nella vita T'Pring si occupa della riabilitazione di fuorilegge vulcaniani, insegnando loro le vie della logica.[20] Si trova, tra gli altri, a dover occuparsi del fratellastro di Spock, Sybok.[21]
- Vasso L'Gaelia (stagione 1), interpretato da Ron Kennell, doppiato in italiano da Francesco Meoni.[2]
 Il Capitano Vasso è un diplomatico r'ongoviano a capo dell'ammiraglia del Protettorato R'ongoviano. Nel 2259 rappresenta il Protettorato nella negoziazione per una possibile alleanza con la Federazione.[22]
- Zac Nguyen (stagione 2), interpretato da David Huynh.
 Ex attendente di Pike creduto morto in una missione su Rigel VII, in realtà sopravvissuto e divenuto una sorta di sovrano dei Kalariani.

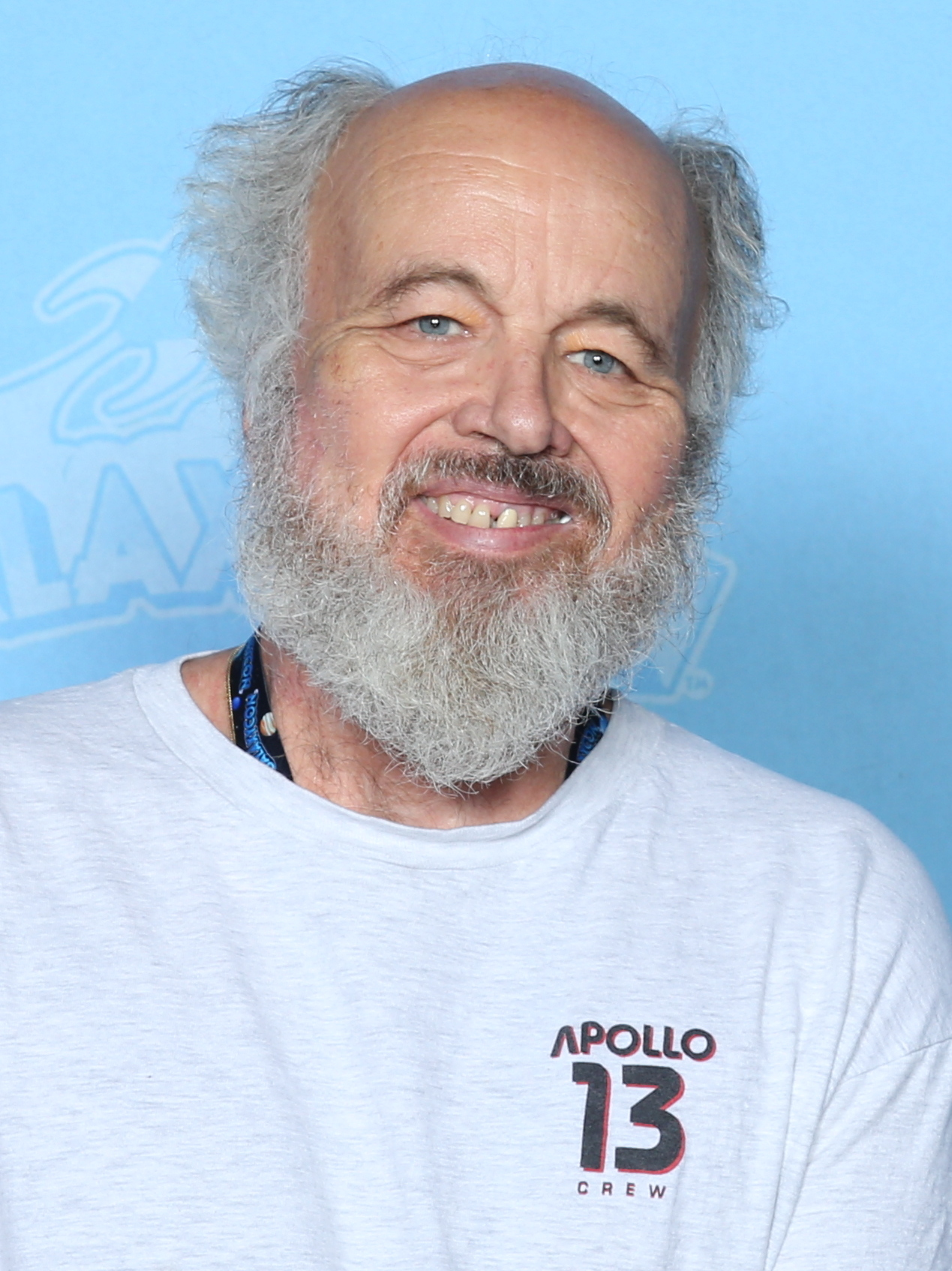
Clint Howard, interprete di Buck Martínez
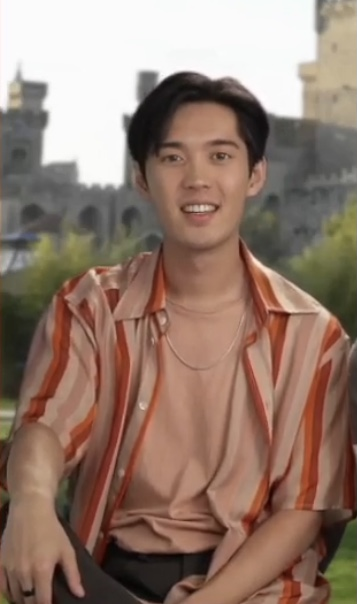
André Dae Kim, interprete del Capo Kyle
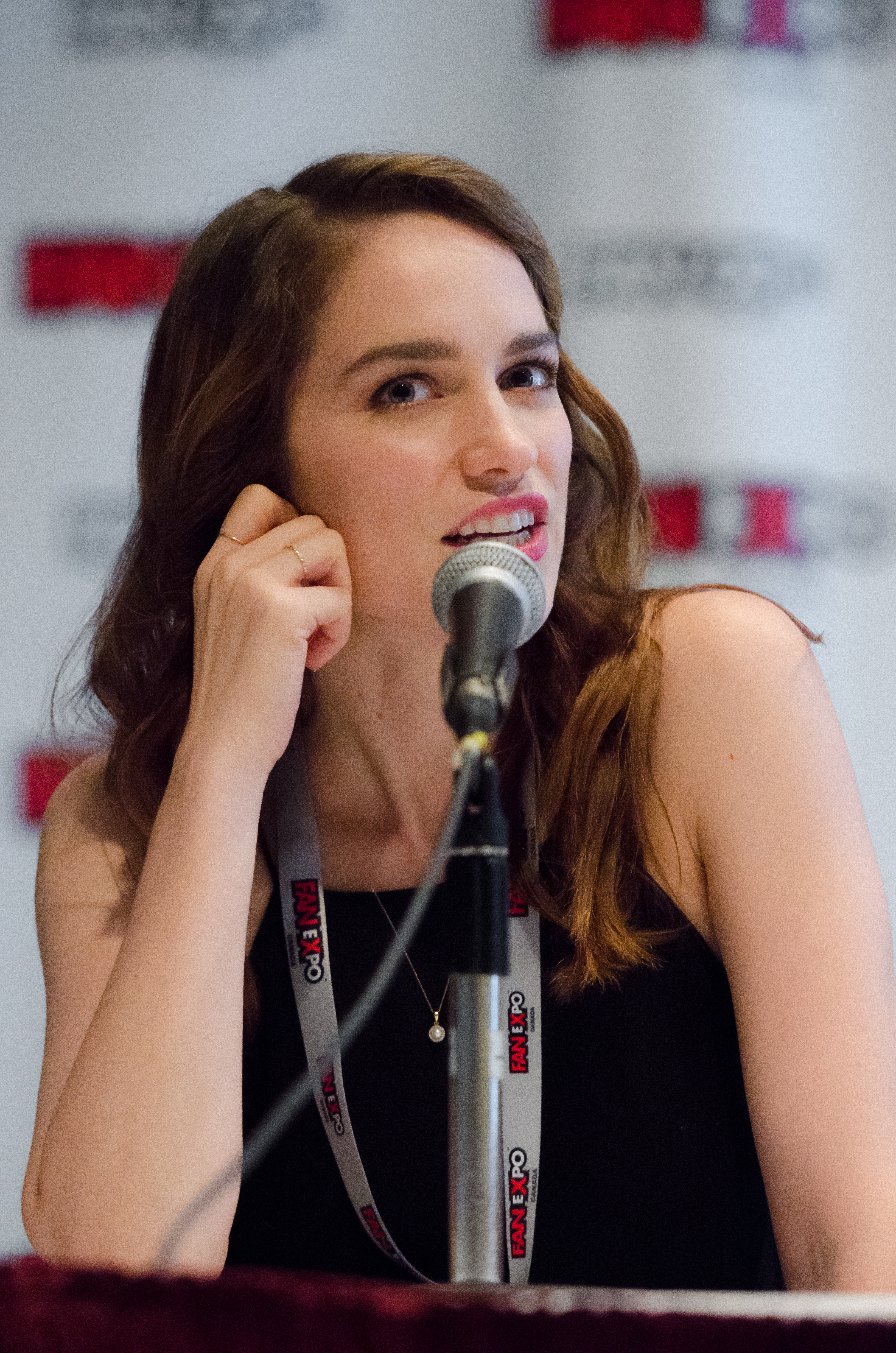
Melanie Scrofano, interprete di Batel
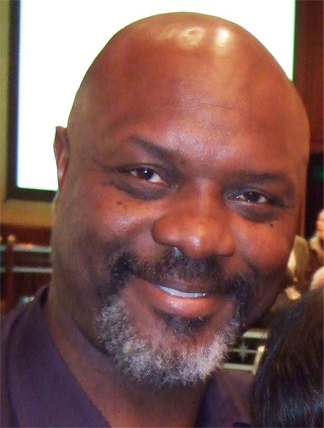
Robert Wisdom, interprete di Dak'Rah
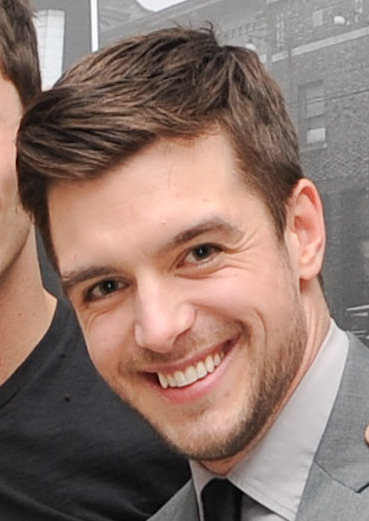
Dan Jeannotte, interprete di George Samuel Kirk
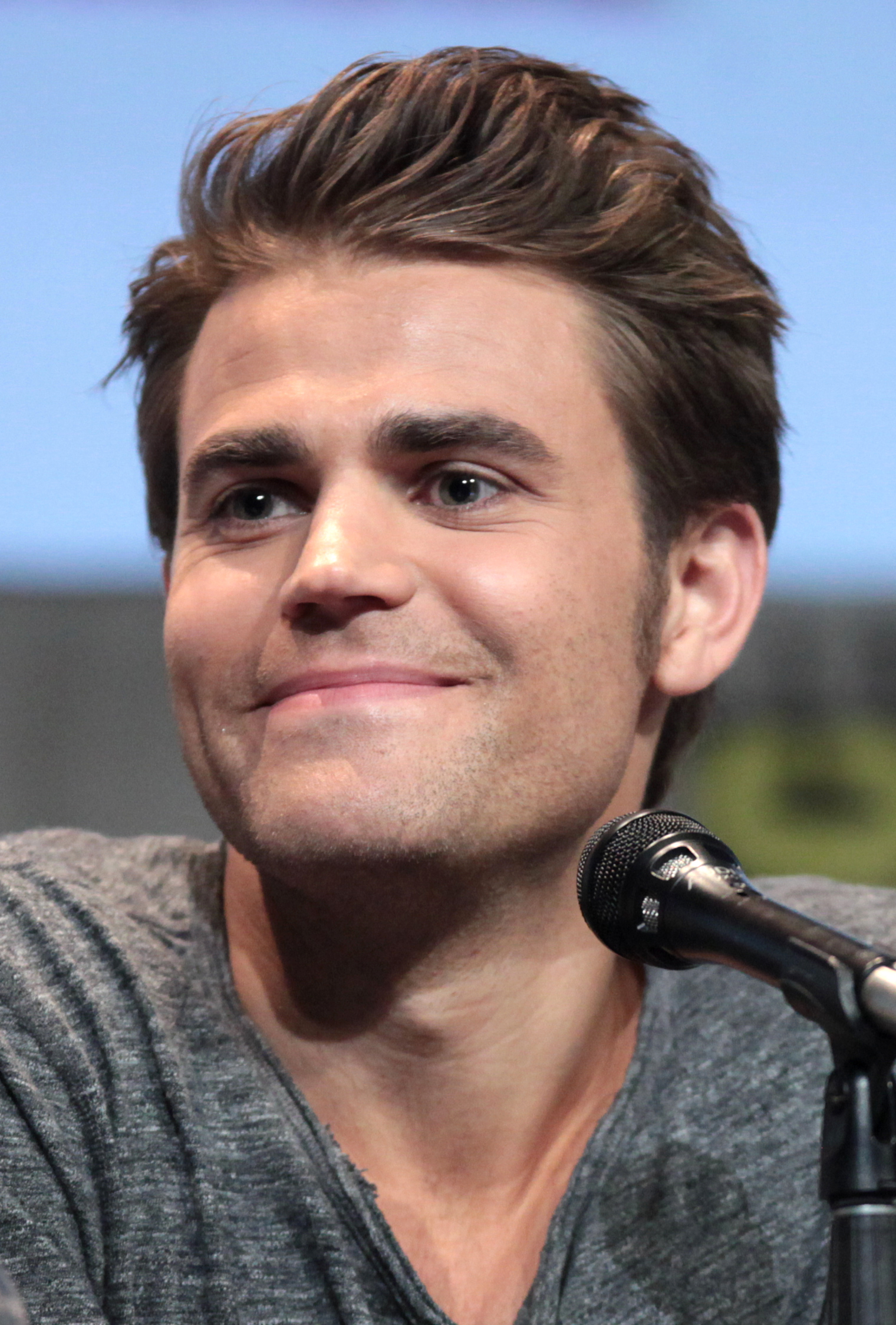
Paul Wesley, interprete di James T. Kirk
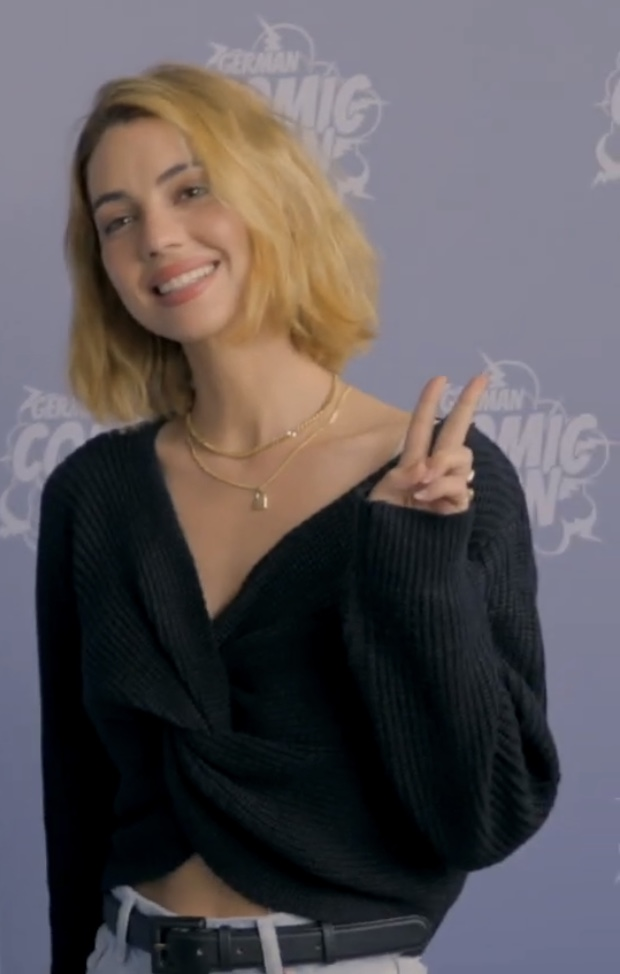
Adelaide Kane, interprete di Sera
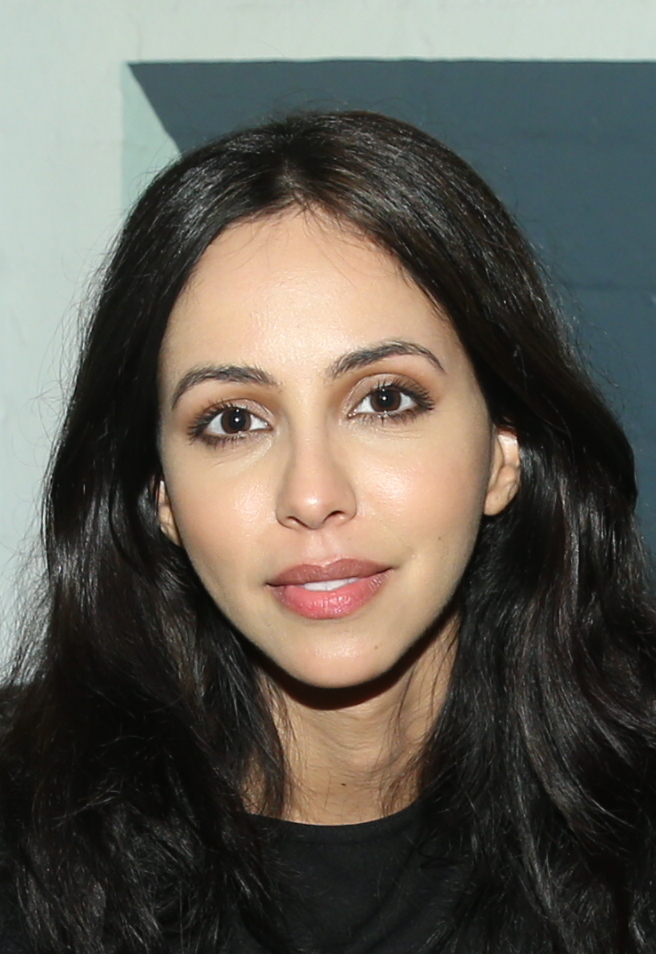
Gia Sandhu, interprete di T'Pring
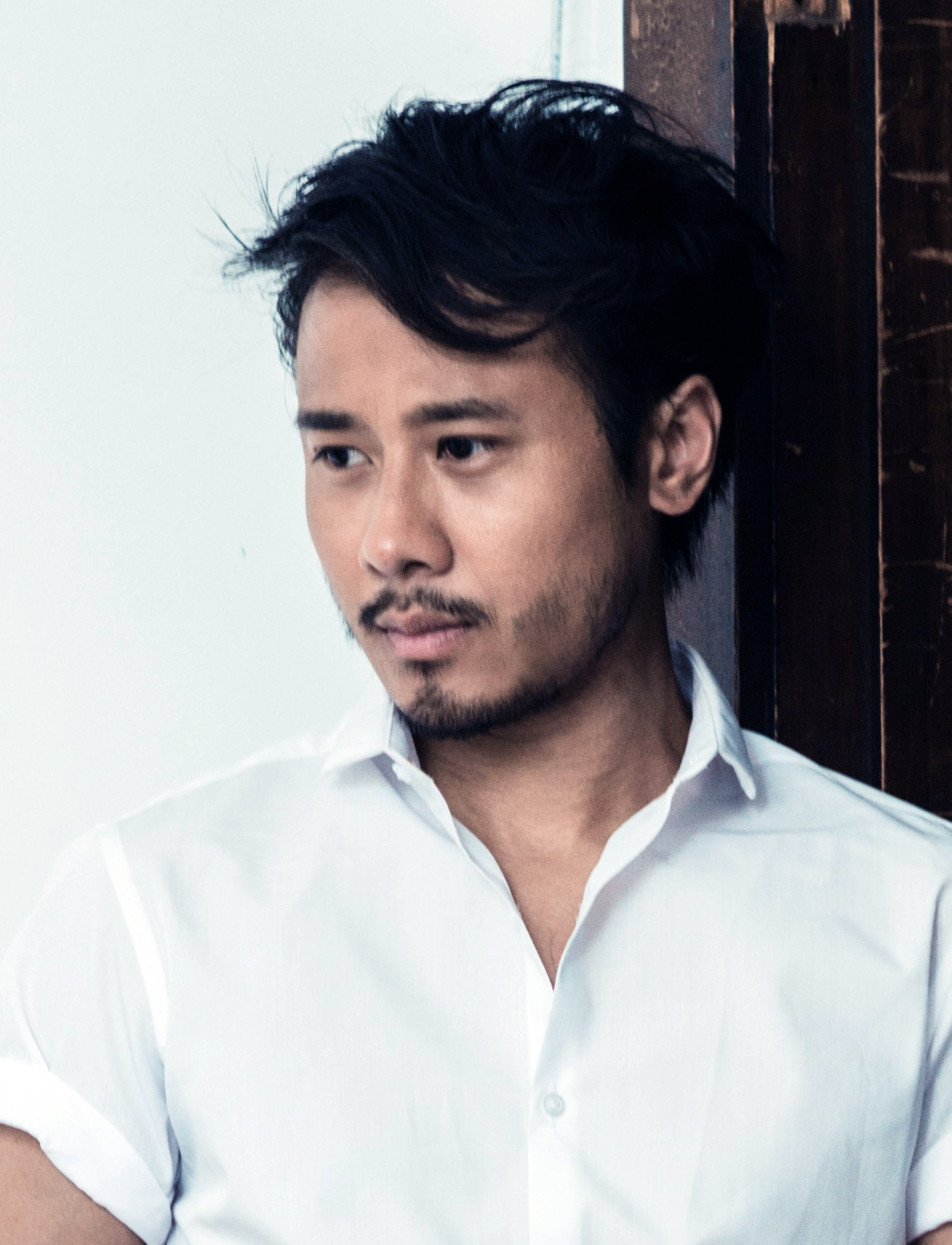
David Huynh, interpreta di Zac Nguyen